# Hiroki Yamada (Skispringer)
Hiroki Yamada (jap. 山田 大起, Yamada Hiroki; * 19. Mai 1982 in Iiyama) ist ein ehemaliger japanischer Skispringer.

## Werdegang
Yamada, der seit 2000 zum japanischen Skisprung-Nationalteam gehört, gab sein Weltcup-Debüt als Springer in der nationalen Gruppe beim Weltcup-Springen am 22. Januar 2000 in Sapporo. Er beendete das Springen auf dem 46. Platz. In der folgenden Saison sprang er im FIS-Grand-Prix. In der Saison 2001/02 sprang er im Continental Cup, wurde aber parallel immer wieder in den A-Nationalkader für Weltcup-Springen genommen. Beim Weltcup-Springen am 1. Januar 2002 in Garmisch-Partenkirchen im Rahmen der Vierschanzentournee konnte er sein bislang bestes Einzelergebnis mit Platz 4 auf der Großschanze erreichen. Nach weiteren Weltcups mit Top-10-Platzierungen sowie einem 2. Platz im Teamspringen in Sapporo wurde Yamada in den Kader für die Olympischen Spiele 2002 aufgenommen. Bei den Olympischen Winterspielen 2002 in Salt Lake City erreichte er im Einzelspringen auf der Großschanze den 33. Platz und im Teamspringen gemeinsam mit Masahiko Harada, Hideharu Miyahira und Kazuyoshi Funaki den 5. Platz. In der auf die Spiele folgenden Saison sprang er erneut im FIS-Grand-Prix, konnte aber auch hier nach diversen Top-40-Platzierungen keine Punkte erreichen. In der darauf folgenden Continental-Cup-Saison 2002/03 konnte er seine Leistungen jedoch wieder verbessern. Sein bestes Ergebnis erreichte er dabei mit einem 2. Platz im Springen am 19. Juli 2003 in Calgary, Kanada. Daraufhin wurde er fest in den A-Nationalkader aufgenommen und konnte bereits beim ersten Springen der Saison 2003/04 mit einem 10. Platz in Kuusamo auf der Großschanze und tags darauf mit einem 11. Platz an gleicher Stelle überzeugen. Es folgten jedoch nur noch mittelmäßige Ergebnisse, weshalb er Ende 2005 wieder aus dem A-Nationalkader gestrichen wurde und seitdem nur noch im Continental Cup und im FIS Cup startet. Lediglich bei Weltcup-Springen in Japan nimmt er noch gelegentlich teil.

## Erfolge

### Weltcup-Platzierungen
| Saison  | Platz | Punkte |
| ------- | ----- | ------ |
| 2001/02 | 24.   | 194    |
| 2003/04 | 43.   | 068    |
| 2004/05 | 58.   | 022    |
| 2008/09 | 90.   | 001    |